# دانی رامیرز
دانی رامیرز (انگلیسی: Dani Ramírez؛ زادهٔ ۱۸ ژوئن ۱۹۹۲) بازیکن فوتبال اهل اسپانیا است.